# 纳木扎勒 (车臣汗部)
纳木扎勒（？—1721年），清朝喀尔喀蒙古车臣汗部贵族，车臣汗诺尔布子，乌默客的叔父。
纳木扎勒号额尔德尼台吉。1688年，准噶尔的噶尔丹侵扰喀尔喀，他带着年幼的侄子乌默客降清，授济农。第二年授扎萨克，统管归降部众。1690年，派兵随清朝尚书阿喇尼参与征讨噶尔丹，1691年，参加多伦会盟，封多罗郡王，任车臣汗部左翼中旗扎萨克。1695年，噶尔丹掠夺巴颜乌兰，他儿子旺札勒随郎中音扎纳至喀喇呼济尔传谕内阁，平定反清的镇国公笃罕。1696年，扈从征噶尔丹，以本部七人为向导，和哥哥朋素克率领十余骑兵赴巴尔岱哈山侦察噶尔丹踪迹，随平北大将军马思喀由拖诺山追剿获胜。1699年、1709年向清朝进贡。子达玛琳多尔济、多尔济札勒。